# Liste der Monuments historiques in Saint-Aventin
Die Liste der Monuments historiques in Saint-Aventin führt die Monuments historiques in der französischen Gemeinde Saint-Aventin auf.

## Liste der Bauwerke
| Bezeichnung                   | Beschreibung              | Standort | Kennzeichnung | Schutzstatus | Datum | Bild           |
| ----------------------------- | ------------------------- | -------- | ------------- | ------------ | ----- | -------------- |
| Kirche St-Aventin-de-Larboust | Erbaut im 12. Jahrhundert | (Lage)   | PA00094445    | Classé       | 1840  | weitere Bilder |

## Liste der Objekte

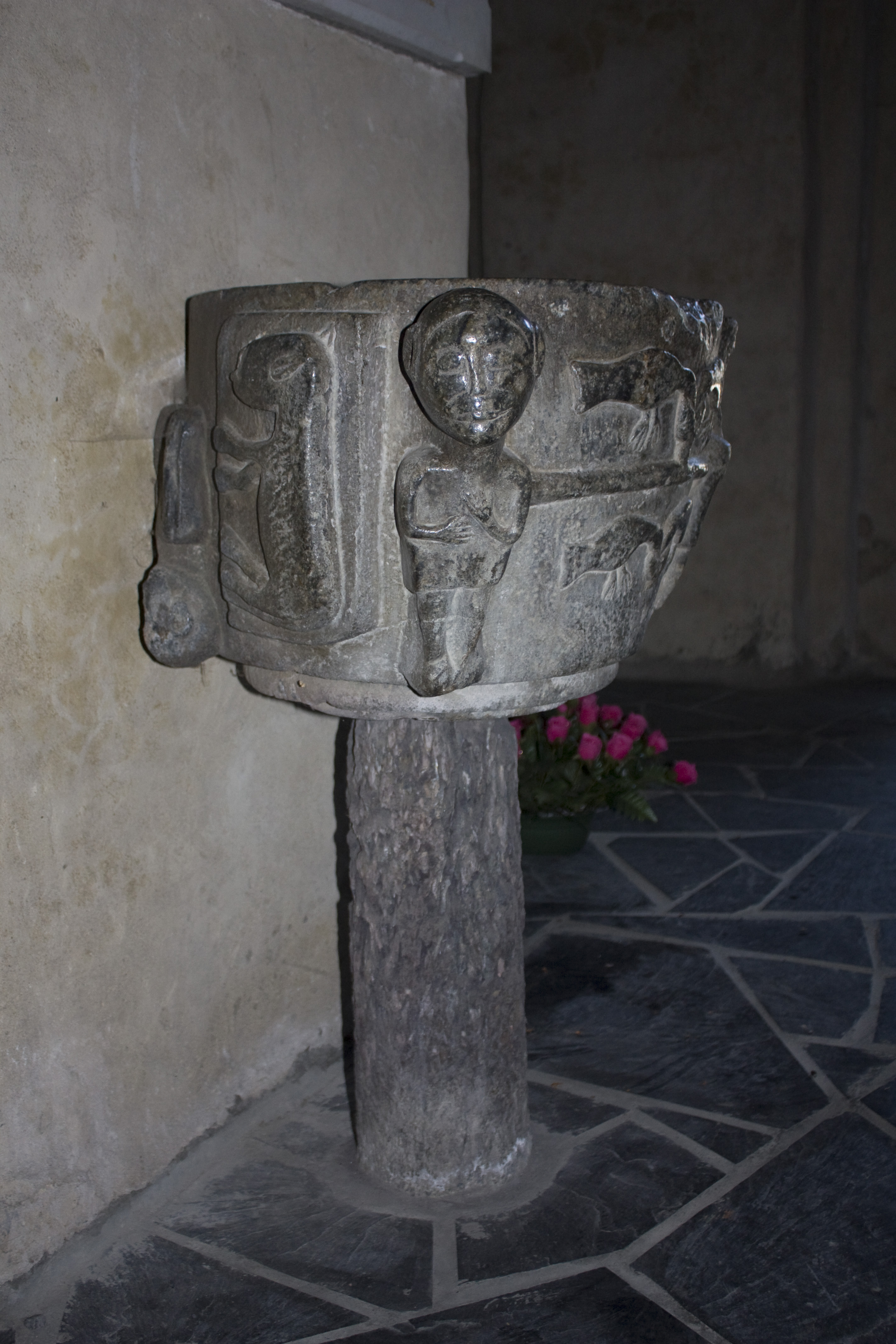
Taufbecken (12. Jahrhundert) in der Kirche St-Aventin-de-Larboust

- Monuments historiques (Objekte) in Saint-Aventin in der Base Palissy des französischen Kultusministeriums